# 氢氧化钠
氫氧化鈉（sodium hydroxide）又称苛性钠（caustic soda），俗称碱液（lye）、片鹼、火碱、烧碱、液碱等。香港稱為哥士的。化學式為NaOH，是一種具有高腐蝕性的強鹼，一般為白色片狀或顆粒，能溶於水生成鹼性溶液，另也能溶解於甲醇及乙醇。此鹼性物具有潮解性，會吸收空氣中的水蒸氣，亦會吸取二氧化碳、二氧化硫等酸性氣體。
氫氧化鈉為常用的化學品之一。其應用廣泛，為很多工業過程的必需品：常用於製造木浆紙張、紡織品、肥皂及其他清潔劑，另也用於煙氣脫硫與家用的水管疏通剂等。2004年全球總共製造了六千萬噸的氫氧化鈉，而總消耗量為五千一百萬噸。

## 化学性質

### 和酸反应
氢氧化钠溶於水中會完全解离成钠离子與氢氧根离子，可以和酸进行酸鹼中和反应：
{\displaystyle {\ce {NaOH + HCl -> NaCl + H2O}}}
{\displaystyle {\ce {2 NaOH + H2SO4 -> NaSO4 + 2 H2O}}}
利用这一性质，可以制备一些酸的钠盐，如：
{\displaystyle {\ce {NaOH + CH3COOH -> CH3COONa + H2O}}}
{\displaystyle {\ce {NaOH + C6H5COOH -> C6H5COONa + H2O}}}
酸性很弱的苯酚也能与之反应：
{\displaystyle {\ce {NaOH + C6H5OH -> C6H5ONa + H2O}}}

### 和酸性氧化物反应
氫氧化鈉在空氣中容易變質，就是因為和空氣中的二氧化碳发生了反应：
{\displaystyle {\ce {2 NaOH + CO2 -> Na2CO3 + H2O}}}
在溶液中发生，过量的二氧化碳会将碳酸钠转化为碳酸氫鈉（俗稱小蘇打）：
{\displaystyle {\ce {Na2CO3 + CO2 + H2O -> 2 NaHCO3}}}
由于玻璃製品中含有二氧化硅，氢氧化钠会与之反应生成硅酸钠，使得玻璃儀器中的活塞黏著於儀器上，無法再次使用。因此，存放氢氧化钠的细口瓶一般用橡胶塞封口。如果以玻璃容器长时间盛裝热的氫氧化鈉溶液，会造成玻璃容器损坏，甚至破裂的情況。
{\displaystyle {\ce {2NaOH + SiO2 -> Na2SiO3 + H2O}}}
同样地，氢氧化钠也能和三氧化铬、五氧化二磷、三氧化二砷、二氧化硫、二氧化硒等其它酸性氧化物反应，生成它们的盐：
{\displaystyle {\ce {2 NaOH + CrO_3 -> Na2CrO4 + H2O}}}
{\displaystyle {\ce {2 NaOH + 2 CrO_3 -> Na2Cr2O7 + H2O}}}

### 和两性氧化物及氢氧化物的反应
氢氧化钠可以和两性氧化物或氢氧化物反应，生成羟基配合物，如：
{\displaystyle {\ce {2 NaOH + Al2O3 + 3 H2O -> 2 Na[Al(OH)4]}}}
{\displaystyle {\ce {NaOH + Al(OH)3 -> Na[Al(OH)4]}}}

### 和单质的反应
硼、硅和两性金属（如铍、铝、锌等）和氢氧化钠反应，放出氢气：
{\displaystyle {\ce {Si + 2 NaOH + H2O -> Na2SiO3 + 2 H2 ^}}}
英國在1986年有一油罐車誤裝載重量百分率濃度為25%的氫氧化鈉水溶液，氫氧化鈉便與油罐壁上的鋁產生化學變化，導致油罐因內部壓力過載而受損，反應方程式如下所示：
{\displaystyle {\ce {2 Al + 2 NaOH + 6 H2O -> 2 Na[Al(OH)4] + 3 H2 ^}}}
氯、溴、碘、硫、白磷等单质和氢氧化钠发生歧化反应：
{\displaystyle {\ce {Cl2 + 2 NaOH -> NaCl + NaClO + H2O}}}（冷的情况下）
{\displaystyle {\ce {Cl2 + 6 NaOH -> 5 NaCl + NaClO3 + 3 H2O}}}（热的情况下）

### 和盐的反应
过渡金属的盐类和一些主族金属的盐可以和氢氧化钠反应，生成更难溶的氢氧化物，或转化为可溶性的羟基配合物再次溶解。
{\displaystyle {\ce {2 NaOH + CoSO4 -> Na2SO4 + Co(OH)2 v}}}
{\displaystyle {\ce {2 NaOH + Co(OH)2 -> Na2[Co(OH)4]}}}
{\displaystyle {\ce {2 NaOH + CuCl2 -> 2 NaCl + Cu(OH)2 v}}}
{\displaystyle {\ce {2 NaOH + Cu(OH)2 -> Na2[Cu(OH)4]}}}
{\displaystyle {\ce {3 NaOH + Cr(NO3)3 -> 3 NaNO3 + Cr(OH)3 v}}}
{\displaystyle {\ce {NaOH + Cr(OH)3 -> Na[Cr(OH)4]}}}
以上反應的產物的顔色、溶解度等可被用來測試某種陽離子。
对于汞等氢氧化物不能稳定存在的物质来说，会生产氧化物或氧化物的水合物沉淀：
{\displaystyle {\rm {2NaOH+HgCl_{2}\rightarrow 2NaCl+HgO+H_{2}O}}}
{\displaystyle {\ce {2 NaOH + HgCl2 -> 2 NaCl + HgO + H2O}}}
氢氧化钠可以将过渡金属的酰基离子转化为阴离子酸根（简单离子或多聚离子），如VO2+、UO22+等：
{\displaystyle {\rm {6NaOH+2UO_{2}(NO_{3})_{2}\rightarrow 4NaNO_{3}+Na_{2}U_{2}O_{7}+3H_{2}O}}}
{\displaystyle {\ce {6 NaOH + 2 UO2(NO3)2 -> 4 NaNO3 + Na2U2O7 + 3 H2O}}}
氫氧化鈉跟銨鹽產生反應，生成氨氣、水和相應的鈉鹽。此為銨離子的檢驗方法。
{\displaystyle {\ce {NaOH + NH4^+ -> Na^+ + NH3 (^) + H2O}}}

### 和其它无机物的反应
二氧化氯、二氧化氮等可以和氢氧化钠发生反应。
{\displaystyle {\ce {2 NaOH + 2 ClO2 -> NaClO2 + NaClO3 + H2O}}}
{\displaystyle {\ce {2 NaOH + 2 NO2 -> NaNO2 + NaNO3 + H2O}}}
高锰酸钠在氢氧化钠溶液中煮沸，可以还原为锰酸钠。

### 和有机物的反应
氢氧化钠可以将卤代烃、酯和酰卤水解。其醇溶液可以用于卤代烃的消去。例如：
- 氯乙烷的水解， 生成氯化鈉和乙醇：

{\displaystyle {\ce {EtCl + NaOH -> EtOH + NaCl}}}
- 乙酸乙酯的加鹼水解[4]：

{\displaystyle {\ce {CH3COOC2H5 (aq) + OH- (aq) ->CH3COO- (aq) + C2H5OH (aq)}}}
- 如果是高級脂肪酸酯，水解成皂的反應，統一命名為皂化反應。

另外，氫氧化鈉是一種鹼，可提供氫氧根離子，可催化羥醛縮合反應。首先，氫氧根離子會去質子化醛或酮，生成烯醇負離子和水，該烯醇負離子會進攻令一電中性的醛或酮，生成羥醛加成物負離子。然後加成物會質子化，在第一步所生成的水上拿掉質子，在生成最終的羥醛產物後，亦同時再生氫氧根離子（催化劑）。
由於氫氧化鈉可以提供氫氧根離子，所以亦可催化酮-烯醇互變異構。這叫鹼催化酮-烯醇互變異構：

## 工业制法
氯碱工业中电解饱和食盐水，阳极生成氯气：
{\displaystyle {\ce {2 Cl^- -> Cl2 (^) + 2 e^-}}}
同时由于氢离子的氧化性大于钠离子，阴极生成氢气：
{\displaystyle {\ce {2 H^+ + 2 e^- -> H2 (^)}}}
而钠离子与剩下的氢氧根离子结合生成氢氧化钠：
{\displaystyle {\ce {Na^+ + OH^- -> NaOH}}}
总反应方程式如下：
{\displaystyle {\ce {2 NaCl + 2 H2O -> 2 NaOH + Cl2 ^ + H2 ^}}}
19世紀以前，氫氧化鈉的製備通常會先以勒布朗制碱法生成前驅物碳酸钠，再通过高温煅烧，使得碳酸钠分解为氧化钠與二氧化碳，最後，將氧化钠溶於水中，便可製得氢氧化钠：
{\displaystyle {\ce {Na2CO3 -> Na2O + CO2 ^}}}
{\displaystyle {\ce {Na2O + H2O -> 2 NaOH}}}
另外，也可利用複分解制備氫氧化鈉，碳酸鈉（俗稱為蘇打）與氫氧化鈣（俗稱為熟石灰）的反應方程式如下所示：
{\displaystyle {\ce {Na2CO3 + Ca(OH)2 -> CaCO3 v + 2 NaOH}}}

## 安全性

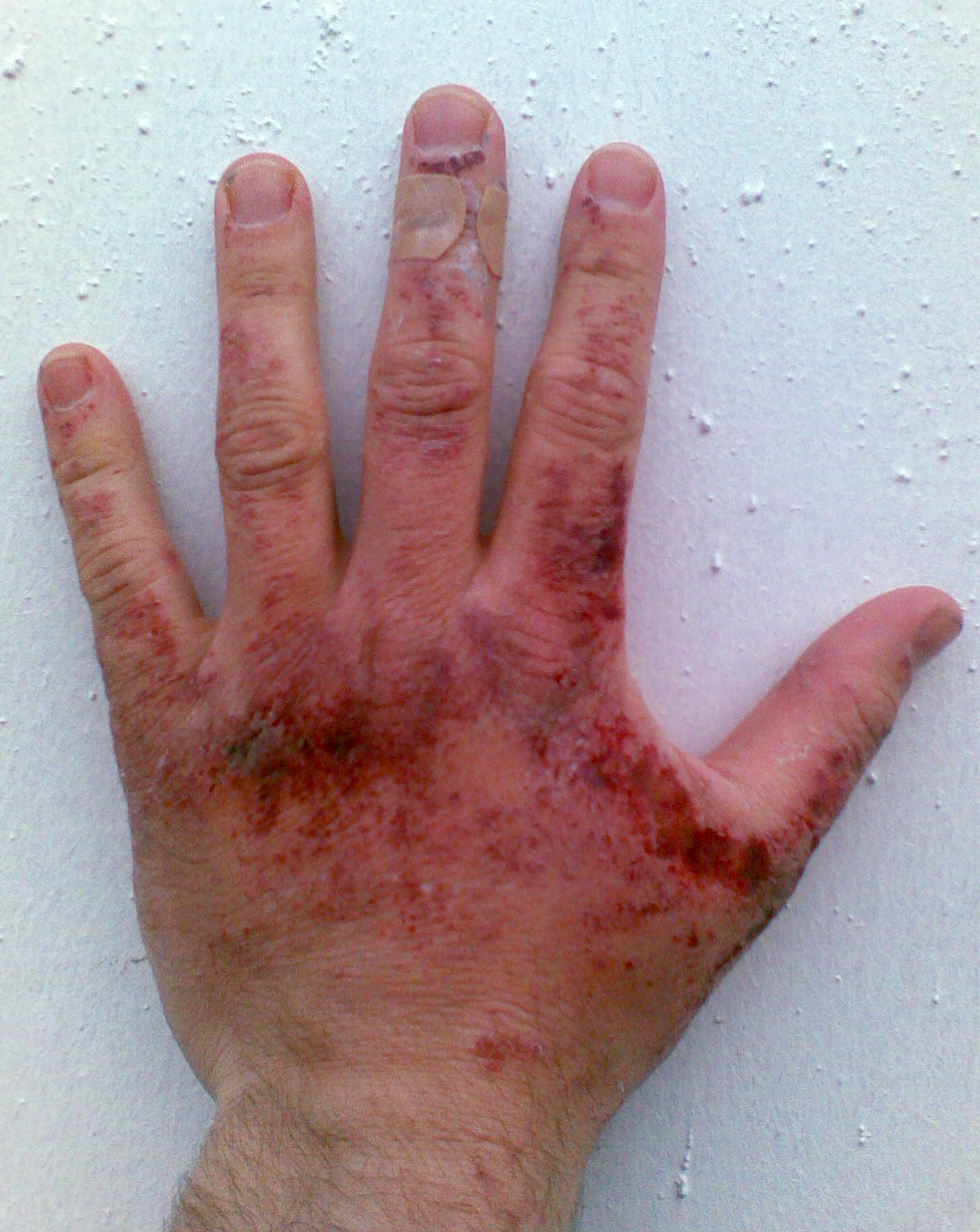
皮膚與氫氧化鈉溶液直接接觸所產生之灼傷，照片攝於患者與氫氧化鈉溶液直接接觸後44小時

氢氧化钠固体或其溶液皆能灼伤皮肤，對无防护措施者可造成永久性伤害（如疤痕）。倘若讓氫氧化鈉直接接触眼睛的話，严重者甚至可造成失明。个人防护措施，諸如橡胶手套、防護衣與护目镜等便能大大降低接触氢氧化钠所带来的危险。
氢氧化钠溶于水中（如稀釋），抑或是與酸反應，都会放出大量的热量，可能导致灼伤或点燃易燃物（如有機溶劑）。除此之外，氢氧化钠能夠腐蚀一些金属（如铝）生成易燃的氢气，还能夠轻度腐蚀玻璃製品，應慎選儲存氫氧化鈉的容器材質。
{\displaystyle {\ce {2 Al + 2 NaOH + 6 H2O -> 2 Na[Al(OH)4] + 3 H2 ^}}}

## 参看
- 碱
- 氢氧根：氢氧化钾、氢氧化钙
- 皂化反应